# ديفيد أندرسون (متزلج سريع)
ديفيد أندرسون (بالسويدية: David Andersson)‏ هو متزلج سريع سويدي، ولد في 23 فبراير 1994 في Vänersnäs ‏ في السويد.

## وصلات خارجية
- الموقع الرسمي
- دايفيد أندرسون على موقع SpeedSkatingBase.eu (الإنجليزية)
- دايفيد أندرسون على موقع SpeedSkatingNews.info (الإنجليزية)
- دايفيد أندرسون على موقع SpeedSkatingStats.com (الإنجليزية)
- دايفيد أندرسون على موقع اللجنة الأولمبية الدولية (الإنجليزية)
- دايفيد أندرسون على موقع أوليمبيديا (الإنجليزية)
- دايفيد أندرسون على موقع اللجنة الأولمبية السويدية (السويدية)